# Prototipo Helios
El Prototipo Helios fue la cuarta y última aeronave desarrollada como parte de una serie revolucionaria de vehículos aéreos no tripulados impulsados por un sistema de propulsión solar y combustible.
La empresa AeroVironment, Inc. desarrolló los vehículos bajo el Programa de Aviones de Investigación Ambiental y Tecnología de Sensores de la NASA. Fueron construidos para desarrollar la tecnología que les permitiera vuelos de larga duración y gran altitud a las aeronaves, para servir como satélites atmosféricos, realizar tareas de investigación atmosférica, y servir como plataforma de comunicación.
Fue desarrollado a partir de los modelos NASA Pathfinder y NASA Centurión.

## Prototipo Helios

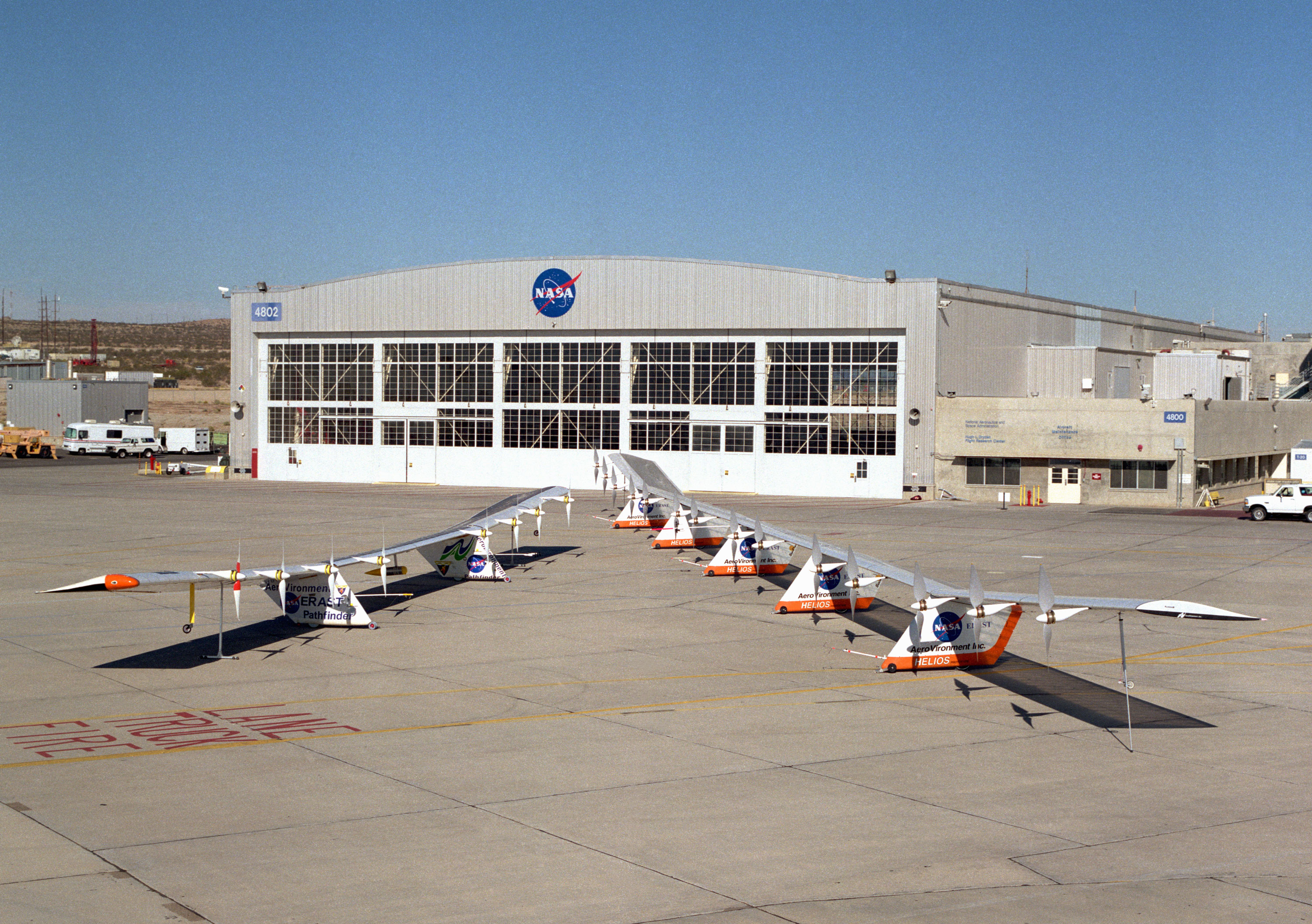
Pathfinder Plus (izquierda) y el Prototipo Helios (derecha) en el campo Dryden.

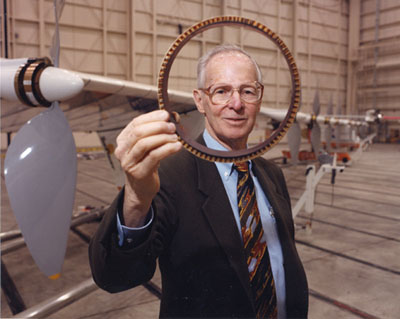
Director de AeroVironment, Paul MacCready, muestra una sección del ala del Prototipo Helios.

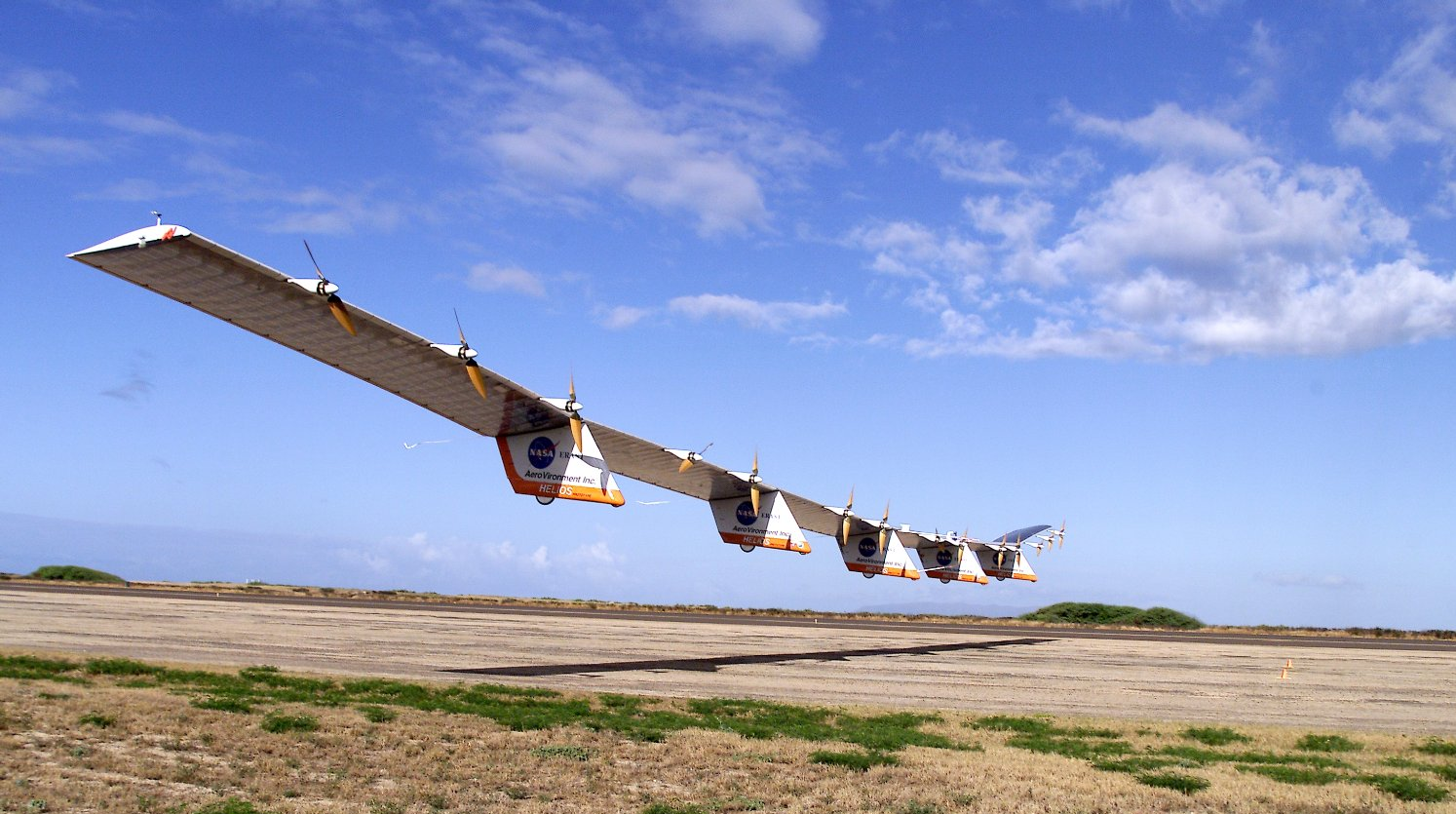
Prototipo Helios volando momentos después de su despegue, comenzando su primer vuelo de prueba con energía solar desde las instalaciones de la Marina de Estados Unidos en Kauai (Hawái), el 14 de julio de 2001.

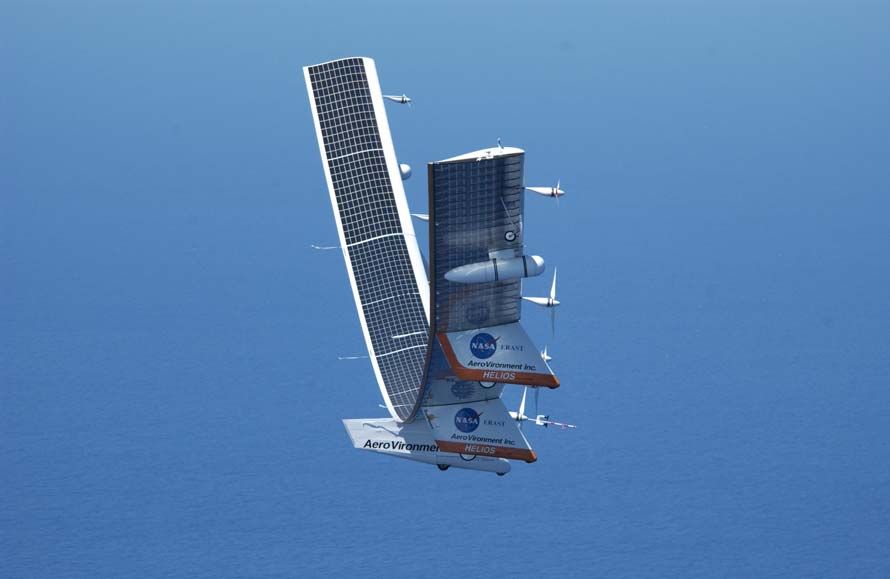
Helios con muy alta diedro del ala justo antes de separarse.

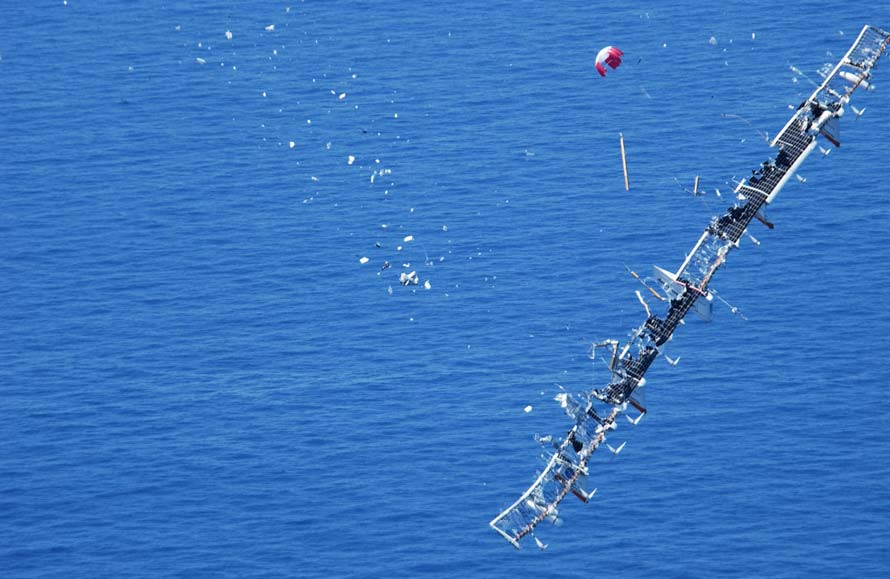
El Prototipo Helios se desintegra mientras cae al océano.

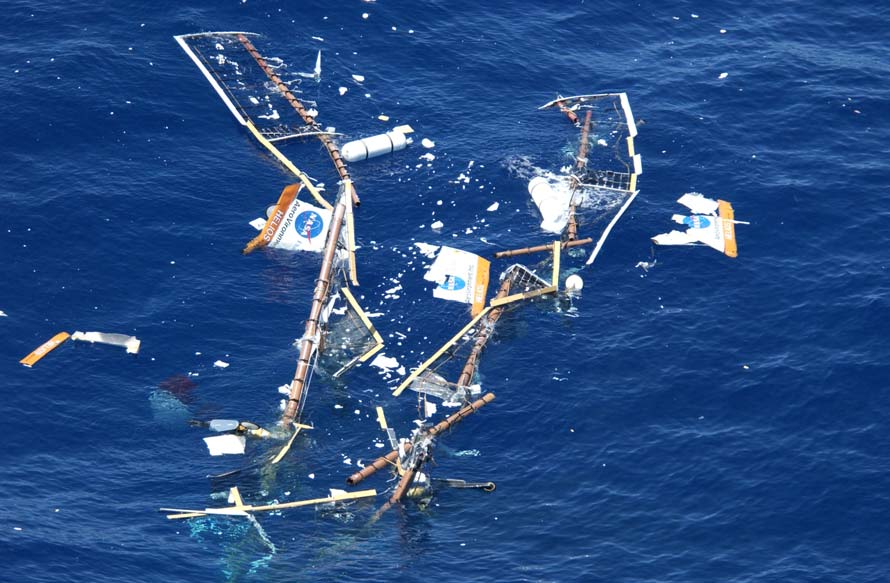
Destrucción del Helios en el océano Pacífico.

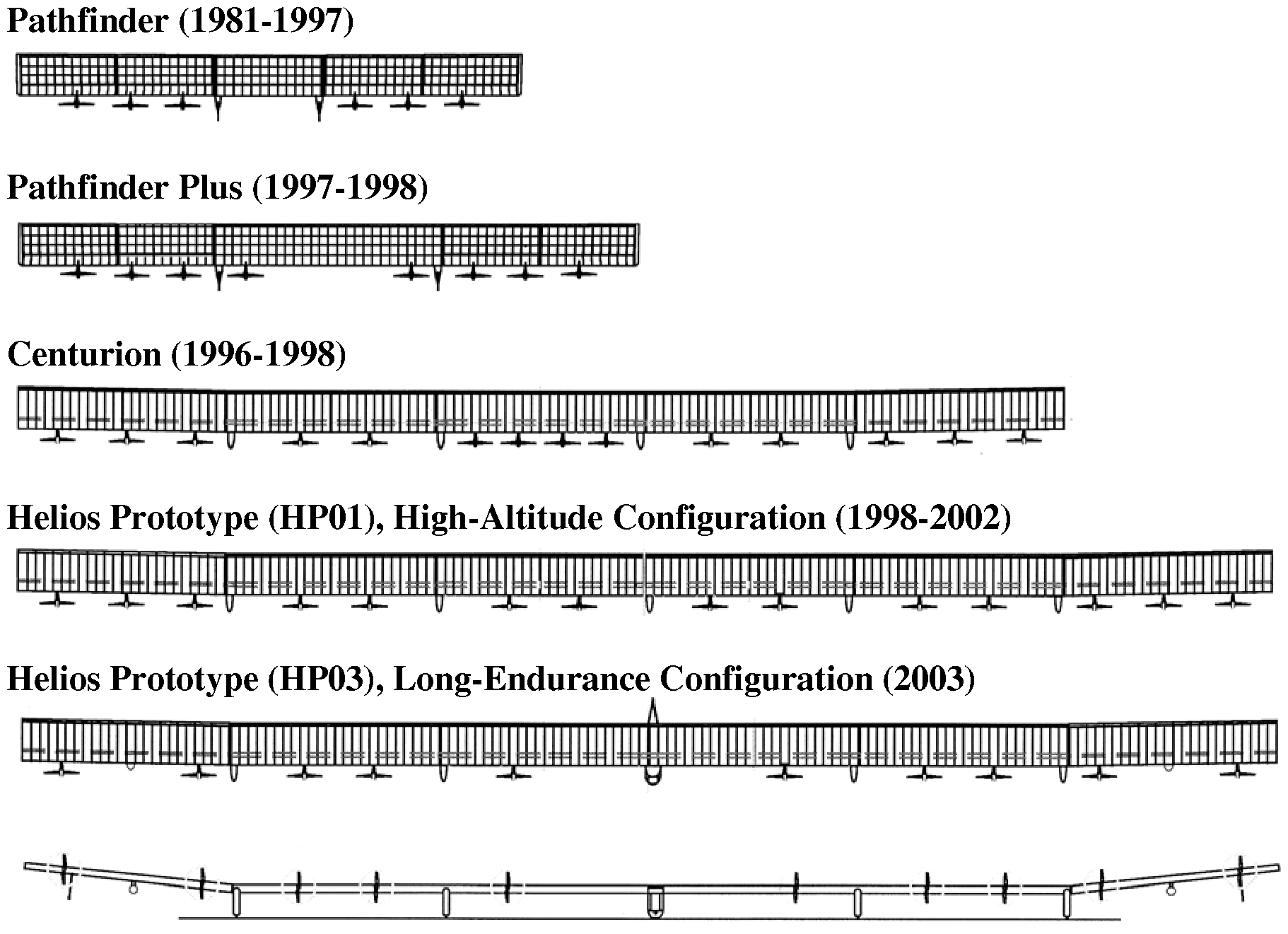
Evolución de la aeronave solar a través del programa ERAST.

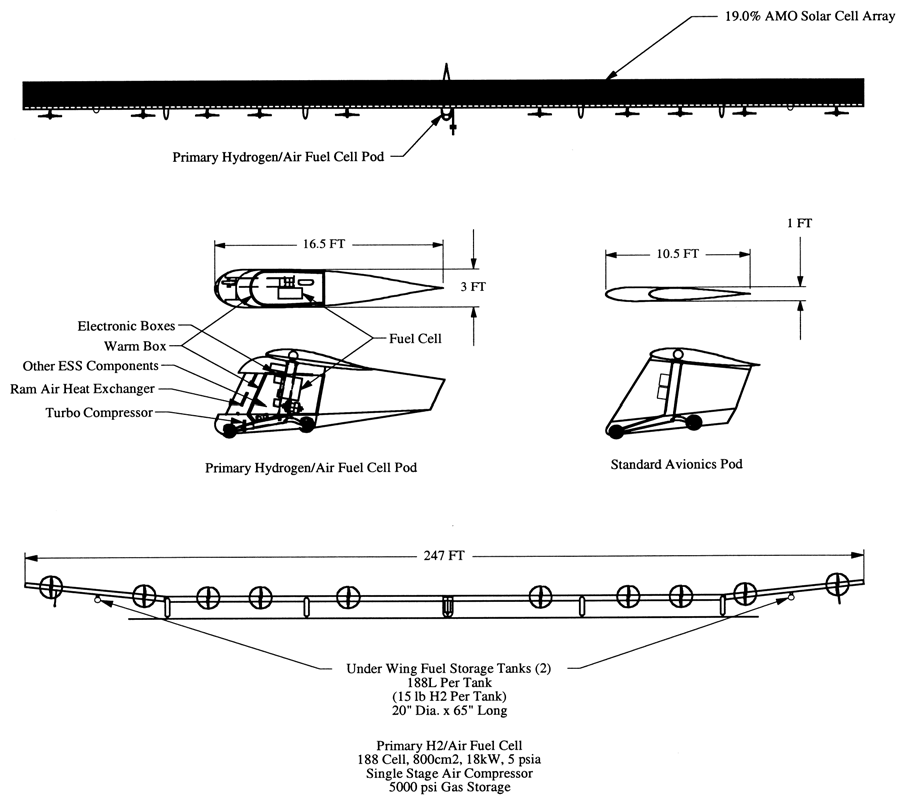
Esquema de configuración de la celda Helios HP03 hidrógeno de combustible‑aire.

El NASA Centurión fue modificado en el diseño del Prototipo Helios, añadiéndole 12.49 metros más de ala, un quinto tren de aterrizaje y un carenado, convirtiéndose en el cuarto modelo de la serie de aeronaves impulsadas por energía solar desarrolladas por AeroVironment bajo el proyecto ERAST. Debido al tamaño del ala, es posible acomodar más paneles solares para proveer la energía suficiente para futuros vuelos.
El vuelo inaugural de la aeronave fue el 8 de septiembre de 1999.
El programa ERAST tuvo dos objetivos cuando se desarrolló el prototipo Helios, 1) Sostener un vuelo con una altitud cercana a los 100 000 pies y 2) una duración mínima de 24 horas, incluyendo al menos 14 horas volando arriba de 50 000 pies. Al final, el Prototipo Helios podía ser configurado de dos diferentes maneras... El primero, designado HP01, centrado en alcanzar las metas de altitud e impulsar la aeronave con paneles solares. El segundo modelo o configuración, HP03, optimizaba a la aeronave en cuanto a durabilidad, y usaba una combinación de celdas solares, cargas de batería y un sistema comercial modificado de hidrógeno-aire para tener energía en la noche. En este modelo, el número de motores fue reducido de 14 a 10.
Mediante el enfoque tradicional incremental o escalonado de las pruebas de vuelo, el Prototipo Helios fue probado por primera vez en una serie de vuelos de prueba que funcionaron con baterías a finales de 1999, esto para validar el rendimiento del ala más larga y las características de pilotaje de la aeronave. El equipo que se utilizó para dar seguimiento a pruebas de altura y resistencia de energía solar también fue probado y calibrado en los primeros vuelos de prueba de baja altitud en el NASA Dryden.

### Descripción de la aeronave
El Prototipo Helios es una aeronave ultraligera con una envergadura de 75.28 metros (247 pies), siendo esta más larga que la del transporte militar U.S. Air Force C-5 (68.27 metros) o que el Boeing 747, con una envergadura 59.43 m o 68.27 m, dependiendo del modelo, ambas aeronaves son las dos más grandes en operación construidas en Estados Unidos. La aeronave propulsada eléctricamente, Helios, está constituida es su mayoría por materiales como fibra de carbono, grafito epoxi, kevlar, espuma de poliestireno y una fina capa de plástico. El larguero principal del ala está hecho de fibra de carbono. El cuerpo de la aeronave, el cual es más grueso en la parte superior para evitar que se doble durante el vuelo, también está cubierta con Nomex y Kevlar para mayor fuerza. El esqueleto del ala está hecho de epoxi y fibra de carbono. Se utiliza espuma de poliestireno moldeable para la punta del ala, y una película de plástico cubre toda el ala para mayor durabilidad.
El Prototipo Helios comparte la misma cuerda de ala(distancia del inicio al borde de salida) de 8 pies (2.43 m) que sus predecesores, el Pathfinder y El Centurión. La envergadura de 247 pies (75.28 m) le da al Prototipo Helios un aspecto de casi 31 a 1. El grosor del ala es la misma de punta a punta 11.5 pulgadas (29,21 cm) o 125 de la cuerda, y no tiene forma cónica o de barrido. Los paneles exteriores tienen incorporados 10 grados de diedro para proporcionarle a la aeronave más estabilidad. Una ligera curva en la punta del ala ayuda a prevenir que haya problemas durante los aterrizajes lentos y giros. El área del ala es de 1,197 pies cuadrados (0.185 m^2), la cual le da a la aeronave una carga máxima de ala de.81 lb/squ ft, cuando el peso bruto es de 1.600 lb.
La aeronave de una sola ala es ensamblada en seis secciones, cada una de aproximadamente 41 pies (12.49 m) de largo. Una vaina se le añade a cada articulación para cargar el tren de aterrizaje, el sistema de energía por batería, la computadora de control de vuelo e instrumentos para recaudar datos. Las cinco vainas aerodinámicamente diseñadas, están en su mayoría hechas de los mismos materiales que el ala, con excepción de una cubierta transparente. Dos llantas en cada vaina componen el tren de aterrizaje- llantas de bicicleta de montaña, en la parte trasera y llantas de scooter en la parte delantera.
Las únicas superficies de control de vuelo en el modelo Helios son 72 ascensores del borde de salida los cuales proporcionan control de paso. Son operados por pequeños sensores de error vinculados a la computadora de control de vuelo. Para girar la aeronave en vuelo, se aplica el control de derrape, el cual hace que haya una diferencia de poder en los motores- acelerando los motores de un panel mientras frenan motores en el otro extremo de la aeronave. Una prueba importante durante la serie de vuelo inicial fue la evaluación de potencia en los diferentes motores como un medio de control de paso. Durante el viaje común, los paneles de las alas exteriores del Helios son arqueadas hacia arriba y le dan a la aeronave una forma de media luna cuando se ve desde la parte delantera o trasera. Este diseño sitúa los motores un poco más elevados en la parte los paneles exteriores que los motores en los paneles centrales. Acelerar los motores de los paneles exteriores causan que la aeronave comience su descenso. Así mismo, aplicar fuerza a los motores localizados en los paneles centrales, causan que el Helios se eleve y gane altitud.
Los paneles solares proporcionados por SunPower fueron instalados en el 2000.
Cuentan con un diseño de contacto el cual coloca los alambres en la parte inferior de los paneles, de tal manera que no obstruya los rayos solares de los paneles.

### Récords
El 13 de agosto de 2001,
el Prototipo Helios fue piloteado remotamente por Greg Kendall, logrando una altitud de 96 863 pies, un récord mundial por el vuelo horizontal realizado por un avión de alas.
La altitud alcanzada fue más de 11 000 pies (3352.8 m) o más de 2 millas (3.21 km) arriba del previo récord por vuelo horizontal realizado por un avión de alas. Además, el avión duró más de 40 minutos por encima de 96 000 pies (29 269.8 m).

### Caída
El 26 de junio de 2003, el Prototipo Helios se rompió y cayó en el Océano Pacífico, aproximadamente a 10 millas (16 km) al este de Kauai, una isla Hawaiana, durante un vuelo piloteado remotamente para revisar los sistemas de vuelo, en preparación para una prueba de resistencia agendada para el próximo mes.
En la mañana del accidente, las predicciones meteorológicas indicaban que las condiciones eran aceptables, aunque durante la revisión go/no-go, el pronóstico del clima dio un “Go” muy marginal. Una de las principales preocupaciones fue un par de zonas ventosas en las costas de la isla. Después de un despeje retrasado, debido a que los vientos no cambiaban a como se había pronosticado, Helios pasó más tiempo del esperado volando en una zona de baja turbulencia en el sotavento de Kauai, porque estaba ascendiendo más lento de lo normal, ya que tuvo que lidiar con nubes y por consiguiente reducción de la energía solar.
A media que la aeronave se elevaba a 2800 pies (853.44 m), de acuerdo con el reporte de la investigación posterior al percance, “ Aproximadamente 30 minutos de vuelo, la aeronave encontró turbulencia y se transformó en una situación insuperada, persistente y alta en diedro. Como resultado de la persistencia de diedro, la aeronave se volvió inestable en un modo muy divergente en el que las excursiones de velocidad del aire de un vuelo a velocidad normal pasaron al doble cada ciclo de oscilación. Posteriormente, se superó el límite de velocidad de la aeronave y el resultado de la alta presión dinámica causó que la estructura secundaria del ala, los paneles solares y la parte superior fueran arrancadas. La aeronave impactó en los cofines del Rango para Misiles del Pacífico y fue destruido. La mayoría de la estructura fue recuperada con excepción de la cápsula de combustible hidrógeno-aire, y dos de diez motores, los cuales se hundieron en el océano".
El reporte de la investigación identificó dos causan fundamentales del accidente:
1. “La falta de métodos adecuados, condujo a una evaluación de riesgo inexacta de los efectos de los cambios de configuración, condujeron a una decisión inapropiada para volar un avión altamente sensible a perturbaciones.”
2. “Cambios en la configuración de la aeronave, impulsado por limitaciones programáticas y tecnológicas, alteraron la aeronave de una spanloader a una distribución de masas altamente cargada en la misma estructura, que redujo significativamente la solidez del diseño y los márgenes de seguridad."[3]

## Especificaciones
|                                | Pathfinder                        | Pathfinder-Plus                   | Centurion                         | Helios HP01                       | Helios HP03                         |
| ------------------------------ | --------------------------------- | --------------------------------- | --------------------------------- | --------------------------------- | ----------------------------------- |
| Longitud (metros [pies])       | 3.6 m (12 pies)                   | 3.6 kg (12 pies)                  | 3.6 kg (12 pies)                  | 3.6 kg (12 pies)                  | 5.0 kg (16.5 pies)                  |
| Acorde (metros [pies])         | 2.4 m (8 pies)                    | 2.4 m (8 pies)                    | 2.4 m (8 pies)                    | 2.4 m (8 pies)                    | 2.4 m (8 pies)                      |
| Envergadura (metros [pies])    | 29.5 m (98.4 pies)                | 36.3 m (121 pies)                 | 61.8 m (206 pies)                 | 75.3 m (247 pies)                 | 75.3 m (247 pies)                   |
| Relación de aspecto            | 12 to 1                           | 15 to 1                           | 26 to 1                           | 30.9 to 1                         | 30.9 to 1                           |
| Coeficiente de planeo          | 18 to 1                           | 21 to 1                           | ?                                 | ?                                 | ?                                   |
| Vel. en aire (nudos [km/h])    |                                   |                                   | 27-33 km/h (15-18 nudos)          | 30.6-43.5 km/h (16.5-23.5 nudos)  | ?                                   |
| Altitud máxima (metros [pies]) | 21 802 m (71 530 pies)            | 24 445 m (80 201 pies)            | no disponible                     | 29 523 m (96 863 pies)            | 19 812 m (65 000 pies)              |
| Peso vacío (kg [libras])       | ?                                 | ?                                 | ?                                 | 600 kg (1322 libras)              | ?                                   |
| Peso máx. (kg [libras])        | 252 kg (560 lb)                   | 315 kg (700 lb)                   | ±862 kg (±1900 lb)                | 929 kg (2048 lb)                  | 1052 kg (2320 lb)                   |
| Carga útil (kg [lb])           | 45 kg (100 lb)                    | 67,5 kg (150 lb)                  | 45-270 kg (100-600 lb)            | 329 kg (726 lb)                   | ?                                   |
| Motores                        | eléctrico, 1.5 kW (2 hp) cada uno | eléctrico, 1.5 kW (2 hp) cada uno | eléctrico, 1.5 kW (2 hp) cada uno | eléctrico, 1.5 kW (2 hp) cada uno | eléctrico, 1.5 kW (2 hp) cada uno   |
| Número de motores              | 6                                 | 8                                 | 14                                | 14                                | 10                                  |
| Salida de energía solar (kW)   | 7.5                               | 12.5                              | 31                                | ?                                 | 18.5                                |
| Poder suplementario            | baterías                          | baterías                          | baterías                          | baterías de litio                 | baterías de litio y paneles solares |